# Президентские выборы в Китайской Республике (2016)
Президентские выборы в Китайской Республике 2016 года прошли в субботу, 16 января. Избирались 14-й президент и вице-президент Китайской Республики а также все 113 членов Законодательного Юаня. С результатом 56,12 % голосов победила председатель оппозиционной Демократической прогрессивной партии (ДПП) Цай Инвэнь. Она стала первой женщиной-президентом Китайской Республики..
Президентская партия получила большинство мест в парламенте. Впервые у партии ДПП есть возможность принимать законы не образуя коалиций с другими партиями, в отличие от выборов 2000 года, где ДПП не получила большинства голосов. Центральная избирательная комиссия объявила, что явка на президентские выборы составила 66,27 %, это самая низкая явка с 1996 года.